# SMS

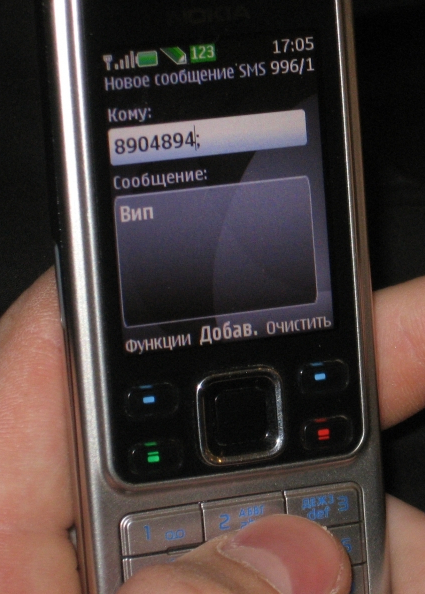
Отправка сообщения пользователем с помощью мобильного телефона

SMS (МФА: [ɛsɛmˈɛs], сокращение от англ. Short Message Service — «служба коротких сообщений», ещё известна как СМС) — технология приёма и передачи коротких текстовых сообщений с помощью мобильного телефона. Входит в стандарты сотовой связи.

## Особенности
- SMS, как правило, доставляются в течение не более 10 секунд. Отправитель может получать уведомление о доставке сообщения.
- Можно отправить сообщение на выключенный или находящийся вне зоны действия сети телефон. Как только адресат появится в сети, он получит сообщение. Если отправитель получает уведомления о доставке, то таким образом можно зафиксировать момент появления в сети получателя.
- Можно отправить сообщение абоненту, который в данный момент занят разговором.
- С помощью расширенного варианта SMS, называемого EMS, можно отправлять и получать мелодии звонков, пиктограммы и многое другое. Подобная функция есть в телефонах Nokia, но такие изображения можно увидеть только на аппаратах этого же бренда.
- Особенность технологии такова, что передача SMS почти никак не нагружает сотовую сеть.

Технология SMS поддерживается основными сотовыми сетями (GSM, NMT, D-AMPS, CDMA, UMTS).
Также SMS на телефоны можно отправлять из Интернета и из других сетей (пейджинговых, Фидонет, x.25 и др.) используя специальные программы, универсальные SMS-формы, а также непосредственно SMS-шлюзы мобильных операторов.

## История
SMS была создана как составная часть стандарта GSM Phase 1. Впервые идея осуществления сервиса возникла в 1984 году и была затем реализована группой инженеров, среди которых были: Фридхельм Хиллебранд (Friedhelm Hillebrand, род. 1940, Deutsche Telekom), Бернар Жильбер (Bernard Ghillebaert, род. 1952, PTT), Финн Тросбю (Finn Trosby, род. 1946, Telenor), Кевин Холли (Kevin Holley, род. 1963, Cellnet), Иэн Харрис (Ian Harris, род. 1945, Vodafone) к 1989 году. Впервые система рассылки коротких сообщений была опробована в декабре 1992 года в Великобритании для передачи текста с персонального компьютера на мобильный телефон в сети GSM компании Vodafone, спустя год после появления стандарта GSM на европейском рынке. 3 декабря 1992 года программист Нил Папуорт отправил директору Vodafone Ричарду Джарвису первое в истории SMS-сообщение с текстом «Счастливого Рождества!» (англ. «Merry Christmas»).

### В России
Вплоть до 2002 года обмен SMS-сообщениями между двумя разными московскими операторами был невозможен. В других регионах SMS-сообщениями обменивались с 2000 года.

## Длина сообщения
Текст может состоять из алфавитно-цифровых символов. Максимальный размер сообщения в стандарте GSM — 140 байт (1120 бит). Таким образом, при использовании 7-битной кодировки (латинский алфавит и цифры) можно отправлять сообщения длиной до 160 символов. При использовании 8-битной кодировки (немецкий, французский язык) можно отправлять сообщения длиной до 140 символов. Для поддержки других национальных алфавитов (китайского, арабского, русского и др.) используется 2-байтовая (16-битная) кодировка UCS-2. Таким образом, SMS, написанное кириллицей, не может превышать 70 знаков. Существуют и поддерживаются частью телефонов и восьмибитные кодировки кириллицы — так называемая локальная российская кодировка KOI8-R и Windows-1251. Но при использовании таких кодировок возникают проблемы с совместимостью: как телефон отправителя, так и телефон получателя сообщения должны быть заранее настроены на «сокращённый набор символов», при такой настройке невозможна отправка сообщений с использованием других алфавитов, кроме кириллицы и латиницы. К тому же поддержка кодировки телефонами несовершенна: в случае переключения телефона на UCS-2 (Юникод) сообщения, сохранённые в восьмибитной кодировке, могут быть испорчены так, что не восстанавливаются даже при обратном переключении. Поэтому даже телефоны, поддерживающие восьмибитную кириллическую кодировку, по умолчанию (то есть без изменения настройки) используют UCS-2.
В стандарте также предусмотрена возможность отправлять сегментированные сообщения. В таких сообщениях в заголовке пользовательских данных (UDH) помещается информация о номере сегмента сообщения и общем количестве сегментов. Максимальная длина сегмента при этом уменьшается за счёт этого заголовка. Как правило, каждый сегмент тарифицируется как отдельное сообщение. Сегментирование поддерживают почти все современные телефоны, но часто в телефонах вводится ограничение на количество сегментов в сообщении. Телефон, который не поддерживает сегментирование, отображает каждый сегмент как отдельное сообщение.

### SMS и транслит
Некоторые абоненты сотовых сетей предпочитают писать SMS на родном языке, используя латинские буквы (см.: транслит). Первоначально это было обусловлено отсутствием поддержки кириллицы и других национальных алфавитов телефонными аппаратами; а с широким распространением русифицированных телефонов — привычкой, а также тем, что на латинице можно писать более длинные SMS (140 или 160 вместо 70 символов на кириллице) за те же деньги. Например: Ura! Ya prochital pro SMS v Wikipedii. При этом фактическая экономия меньше, чем 160/70, так как те буквы кириллицы, у которых отсутствуют аналоги в латинице, приходится заменять буквосочетаниями не менее чем из двух букв.

### SMS-жаргон
В англоязычных странах для экономии символов в SMS часто используют аббревиатуры, пропуски гласных, а также обозначают слова и слоги схожими по звучанию цифрами и буквами.
Примеры:
- "C u l8r" вместо "See you later".
- "link k b8ris 2gzer" вместо "link car batteries together".
- "4 u" вместо "for you"
- "welcome to ze minecraft nezer" вместо "welcome to the minecraft nether"

Вскоре у всех пользователей СМС появился новый универсальный SMS-язык, имеющий варианты у носителей разных национальных языков и письменностей.

## Тарификация

### В России
В России, как правило, оплачивается отправка SMS (на начало 2010 года у московских операторов стоимость в большинстве тарифов составляет 0,5—2,0 рубля), входящие SMS бесплатны. Стоимость отправки и получения SMS в роуминге зависит от роумингового соглашения и может меняться в зависимости от сети пребывания абонента. К 2010 году почти все российские операторы мобильной связи ввели разную стоимость отправки SMS: внутри домашнего региона и на все внутрисетевые страны, за пределы домашнего региона внутри страны, за рубеж.
Отправка сообщений через официальные сайты сотовых операторов, как правило, бесплатна.
Кроме того, операторы предоставляют возможность приобрести пакеты SMS вне зависимости от основного тарифа.

## SMS и мобильные телефоны
Большинство современных мобильных телефонов всех стандартов позволяет использовать SMS в полном объёме.
Для того, чтобы телефон мог отправлять SMS, необходимо указать номер SMS-центра (SMSC) оператора мобильной связи. В подавляющем большинстве случаев этот номер уже записан на SIM-карте, и настраивать его вручную не нужно.
Входящие SMS сохраняются в списке входящих сообщений, где они могут быть просмотрены. Некоторые модели телефонов хранят этот список на SIM-карте, и потому имеют ограничения на количество хранящихся сообщений (несколько десятков). Современные модели хранят список сообщений в памяти телефона, и количество сообщений ограничено только объёмом памяти телефона. Отправленные сообщения сохраняются в списке отправленных сообщений, также существуют отдельные списки для неотправленных сообщений и для черновиков.
В смартфонах и коммуникаторах SMS иногда хранятся в общем почтовом ящике, там же, где сообщения электронной почты и MMS.
Для набора SMS на мобильном телефоне, как правило, используется цифровая клавиатура телефона. Набор осуществляется либо путём последовательных нажатий для выбора нужной буквы, либо при помощи какой-либо системы предиктивного набора типа T9 или iTap. Некоторые модели телефонов имеют алфавитно-цифровую клавиатуру, что существенно облегчает набор. В смартфонах и коммуникаторах также может использоваться экранная клавиатура.

### Flash-SMS
Flash-SMS — это SMS-сообщение, сразу отображаемое при получении на экране телефона, в разных моделях телефонов по-разному. Обычно Flash-SMS не сохраняются в памяти телефона или на SIM-карте, однако на некоторых телефонах возможно сохранение.
В стандарте GSM Flash-SMS принадлежит к Class 0.
Не все сети GSM и не все мобильные телефоны поддерживают Flash-SMS.
Некоторые телефоны поддерживают приём «мигающих сообщений» (англ. Blinking Messages), в том числе Flash-SMS. Мигающим может быть как всё сообщение, так и его часть.
Для передачи Flash-SMS сообщения в соответствии со стандартом GSM используются следующие Data Coding Scheme (DCS):
- 0х10 SMS GSM 7-bit default alphabet flash-сообщение
- 0х18 SMS UCS2 (16 bit) flash-сообщение

Для латиницы возможно также использование DCS = 0xF0 (GSM 7 bit)

### SMS и служебные приложения SIM-карт
SMS также используются в приложениях STK, например, в SIM-меню. Такие сообщения принимаются и отправляются незаметно для пользователя и не попадают в общий список принятых и отправленных сообщений.

## SMS и городские телефоны
Некоторые операторы связи предоставляют абонентам услугу SMS для обычных городских телефонов. Данная услуга позволяет c телефона отправлять/принимать SMS на фиксированные телефоны и мобильные телефоны.
Для отправки / приёма SMS необходим телефонный аппарат, поддерживающий функцию SMS.
В Московском регионе услугу SMS для городских телефонов предоставлял МГТС.

## Применение

### SMS-рассылки
- Рассылки SMS с курсом валют, погодой, изречениями святых и т. п.
- Услуга «мобильный банк». С её помощью банки оповещают владельцев банковских карт о действиях, производимых с банковским счётом/картой/личным кабинетом онлайн-банка.
- Оповещение о скидках, распродажах, акциях.
- Проверка существования мобильного номера при регистрации на некоторых онлайн-ресурсах.
- Интеграция SMS-рассылок в интернет-магазины.
- Для идентификации пользователя (например, для восстановления утерянного пароля).
- Мобильный маркетинг.

### Смишинг
За счёт SMS-рассылки многие мошенники выманивают у пользователей сотовой связи деньги или важную конфиденциальную информацию. Данная область мошенничества называется смишинг (англ. SMiShing — от «SMS» и «фишинг»).

### Мобильный маркетинг
В настоящий момент[когда?] особую популярность получает[где?] мобильный маркетинг, представленный на рынке компаниями, осуществляющими рассылки SMS по предварительному согласию с получателями. Например, фирма хочет проинформировать своих клиентов о новинках, акциях или скидках, которые она предоставляет. Идеальным каналом для такого взаимодействия становится SMS.
Служба Chief Marketer провела исследование, согласно которому, около половины опрошенных представителей поколения миллениалов предпочитает получать определённую информацию в виде SMS-сообщений на свой мобильный телефон.
Другие исследования показывают, что существует большое количество сообщений, которые люди предпочитают получать в виде текста. Речь о таких сообщениях, как: информирование о скидках, техническая информация о проведённых операциях и состоянии счёта, специальные предложения и срочные уведомления. SMS особенно удобны для проведения простейших транзакций, например, проверки баланса или пополнения счёта .
Рассылка таких сообщений без предварительного согласия получателя запрещена во многих странах, например, в России, — согласно ст. 18 Федерального Закона о рекламе, Украине, — согласно Статье 363—1 (Раздел XVI, Уголовного Кодекса Украины). По этой причине маркетинговые компании предлагают бесплатные услуги взамен на согласие получать рекламу по SMS.
Также отдельным направлением мобильного маркетинга является работа с короткими номерами. Цель использования коротких номеров — прибыль от входящих SMS, при этом большую часть стоимости забирает себе оператор сотовой связи, предоставляющий этот номер, а около 45 % получает организатор акции.

#### Двусторонний обмен SMS и номер для приёма SMS
Технология двустороннего обмена SMS позволяет наладить коммуникацию с клиентом, при этом взаимодействие происходит по инициативе пользователя. Данная технология предполагает использование номера для приёма SMS как канала связи с клиентом, обеспечивающего быструю обратную связь и потенциально повышающего лояльность. Использование номера для приёма SMS позволяет компаниям проводить опросы, розыгрыши, а также автоматизировать смену паролей или проверку баланса. От пользователя требуется лишь отправить SMS с ключевым словом/цифрой на мобильный номер. Для большей эффективности номер для приёма SMS часто интегрируют в комплекс маркетинговых услуг и синхронизируют с другими каналами коммуникации, такими как электронная почта, голосовые сообщения, мессенджеры и т. д.

#### В России
Правомерность массовой рассылки SMS-сообщений операторами связи без подписки абонента в конце мая 2009 года подтвердил Высший арбитражный суд России.

### Premium-SMS (Премиум-СМС)
Существует отдельно тарифицируемый тип SMS, используемый для получения каких-либо платных услуг. Сообщение при этом отправляется на один из специальных коротких номеров, и, как правило, содержит в себе данные, необходимые для получения услуги (код услуги, дополнительную информацию). Сообщение оплачивается по специальному тарифу при отправлении (обычно существенно дороже стоимости стандартного SMS, так как в стоимость включена стоимость самой услуги). После отправки и списания средств с лицевого счёта абонент, как правило, получает доступ к услуге, например, в виде SMS со ссылкой на WAP-страницу с мелодией, картинкой или игрой.
Premium-SMS используются в различных сервисах мобильной коммерции, например, при продаже мобильного контента. Иногда Premium-SMS используются и для сервисов, не имеющих прямого отношения к мобильной связи, например, для оплаты в Интернет-ресурсах, для различных голосований. Из-за простоты перевода денег путём платных SMS данный путь используется и различными мошенниками.